# پونتیچلی
پونتیچلی (به ایتالیایی: Ponticelli) یک منطقهٔ مسکونی در ایتالیا است که در چیتا دلا پیوه واقع شده‌است. پونتیچلی ۶۱۰ نفر جمعیت دارد و ۲۴۹ متر بالاتر از سطح دریا واقع شده‌است.